# 별하람초등학교
별하람초등학교는 경기도 파주시에 있는 공립 초등학교이다.

## 학교 연혁
- 2024년 9월 1일 : 개교